# San Felipe Barcelona FC
San Felipe Barcelona Football Club – nieistniejący już belizeński klub piłkarski z siedzibą we wsi San Felipe, w dystrykcie Orange Walk. Funkcjonował latach 2008–2013. Domowe mecze rozgrywał na obiekcie San Felipe Football Field lub w oddalonym o 35 km mieście Orange Walk, na obiekcie Orange Walk People’s Stadium.

## Osiągnięcia
- wicemistrzostwo Super League of Belize (1): 2009

## Historia
Klub powstał w 2008 roku, jest spadkobiercą zespołu Alpha Barcelona. Przystąpił do rozgrywek ogólnokrajowej, alternatywnej Super League of Belize (FFB), nieuznawanej przez Belizeński Związek Piłki Nożnej. Od razu dołączył do ligowej czołówki i w sezonie 2009 wywalczył dotarł do finału rozgrywek. W Super League występował w latach 2008–2010, natomiast później przeniósł się do organizowanych przez FFB rozgrywek Belize Football Premier League, w których grał w latach 2010–2011.
W 2012 roku klub dołączył do nowo powstałych rozgrywek Premier League of Belize. Z przeciętnymi wynikami występował w nich przez półtora roku, po czym 2013 roku zakończył swoją działalność.

## Trenerzy
- Pascual Noralez (2013)[4]